# Yoo Won-chul
Yoo Won-chul (Masan, 20 luglio 1984) è un ginnasta sudcoreano vincitore della medaglia d'argento nelle parallele a Pechino 2008.

## Palmarès
- Giochi olimpici estivi

Pechino 2008: argento nelle parallele.
- Campionati mondiali di ginnastica artistica

2006 - Aarhus: argento nelle parallele.
- Giochi asiatici

2006 - Doha: bronzo nel concorso a squadre.